# Поплави (Скалатська міська громада)
Попла́ви — село в Україні, у Скалатській міській громаді Тернопільського району Тернопільської області.
Населення — 122 особи (2007).

## Географія
Розташоване на півдні району. На південний захід від села бере початок річка Руда Велика.

### Клімат
Поплави знаходяться в межах вологого континентального клімату із теплим літом. Але діяльність людини досить часто призводить до екоциду, поганих змін та глобального потепління. Рівень наповнення річок водою по області становить лише 20 % від необхідного стандарту, значна частина земної поверхні стає посушливою. Для покращення ситуації варто було б проводити ревайлдинг, відновлювати екосистеми та лісові насадження.

## Історія
Перша писемна згадка — 1642.
На початку 19 століття поблизу Поплав діяла ватага народного месника Панталихи.
05 березня1946 року село Скалатські Поплави виведено зі складу Скалатської міської Ради й утворено Скалатсько-Поплавську сільську Раду.
З 1947 року мешканці села зазнали каральної акції операції «Захід».
З 24 серпня 1991 року село входить до складу незалежної України.
До 2015 підпорядковане Скалатській міськраді. 
14 липня 2015 року ввійшло у склад Скалатської міської громади. 
12 червня 2020 року, відповідно до розпорядження Кабінету Міністрів України  № 724-р «Про визначення адміністративних центрів та затвердження територій територіальних громад Тернопільської області», село увійшло до складу Скалатської міської громади.
19 липня 2020 року в результаті адміністративно-територіальної реформи та ліквідації Підволочиського району, село увійшло до складу новоствореного Тернопільського району.

## Релігія
- церква святих апостолів Петра і Павла (2004, ПЦУ).

## Населення

### Мова
Розподіл населення за рідною мовою за даними перепису 2001 року:
| Мова       | Відсоток |
| ---------- | -------- |
| українська | 98,47%   |
| російська  | 1,53%    |

## Соціальна сфера
Працює бібліотека.

## Галерея

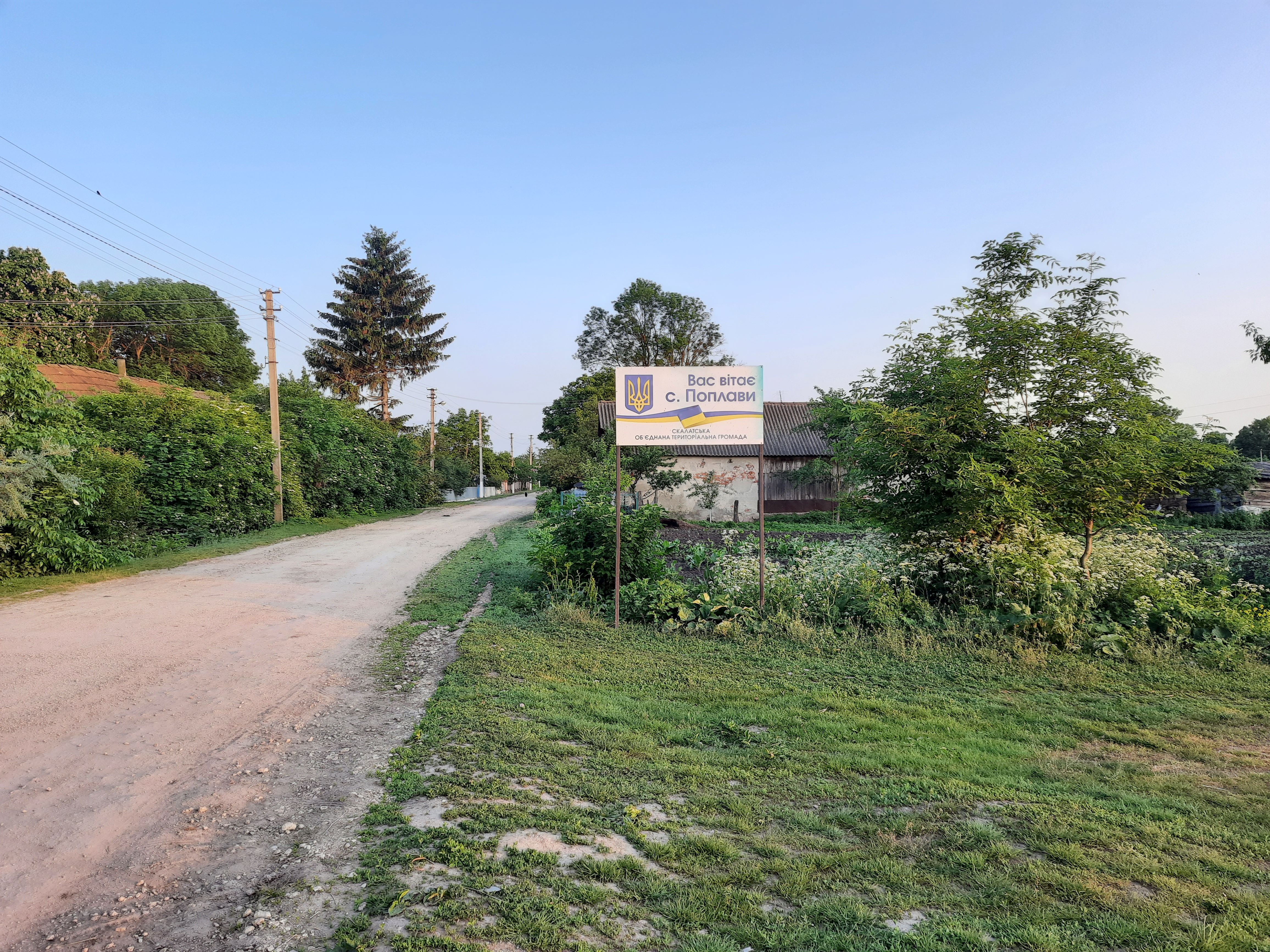
В'їзд у село
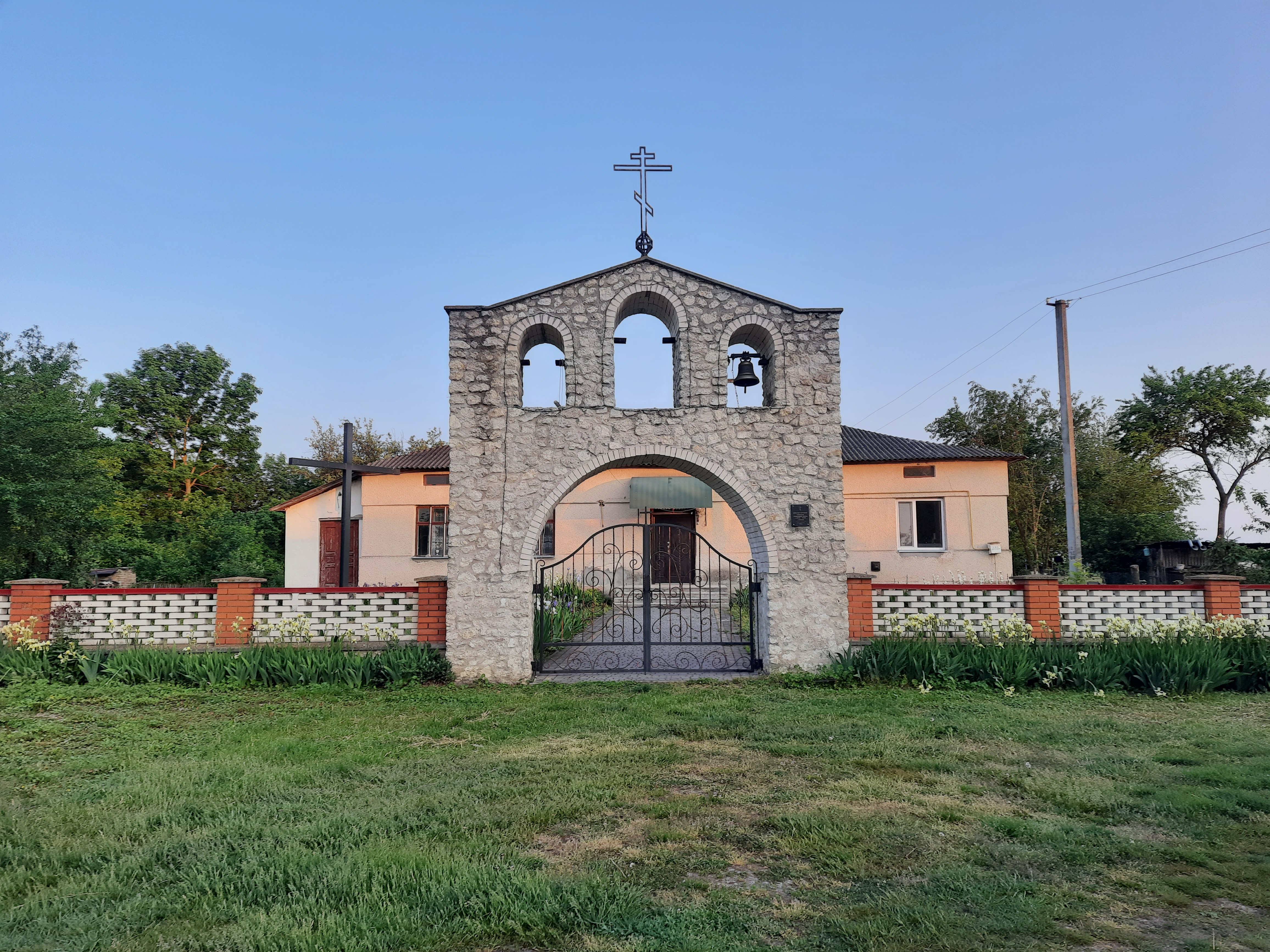
Петропавлівська церква
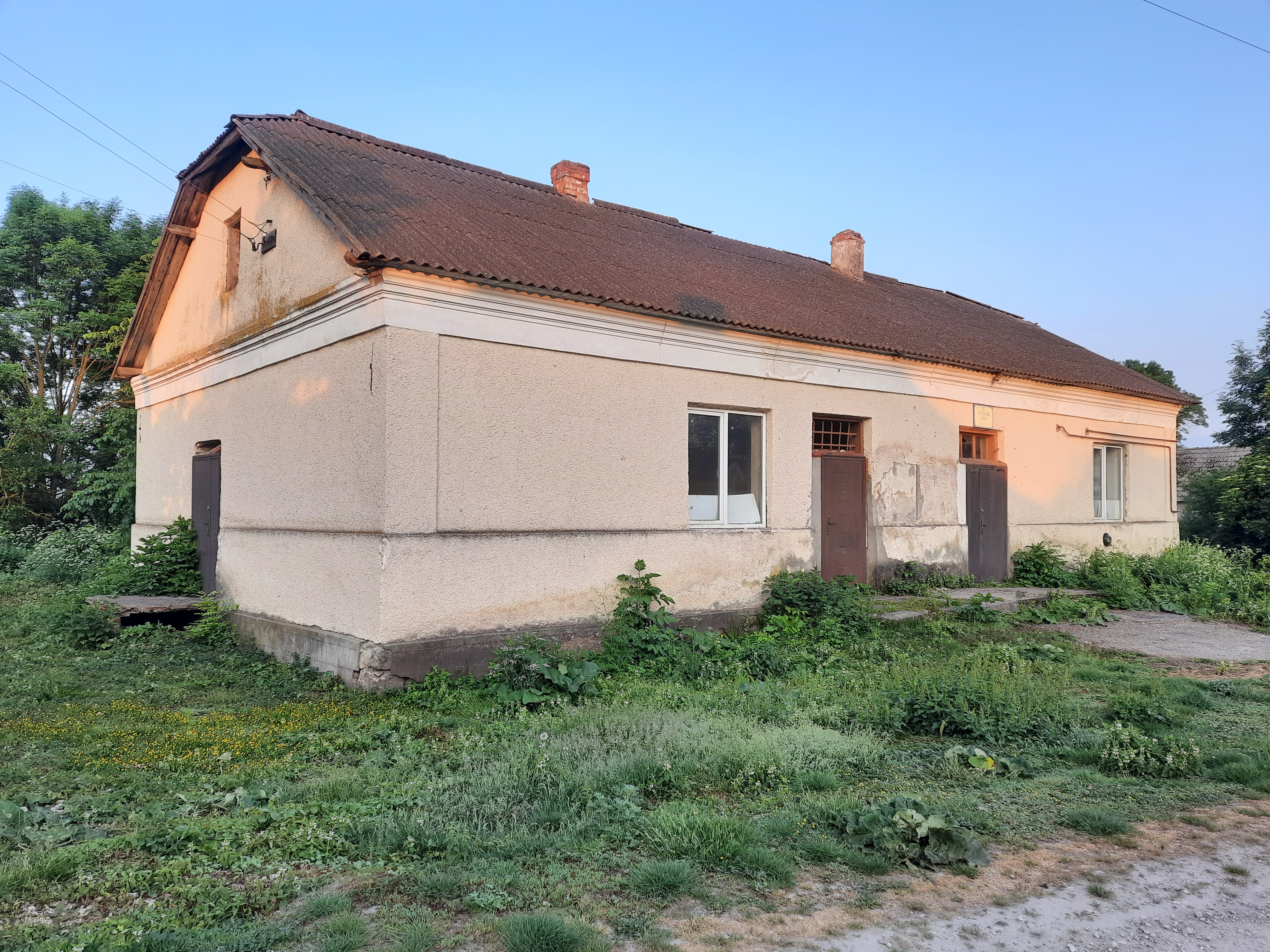
Клуб
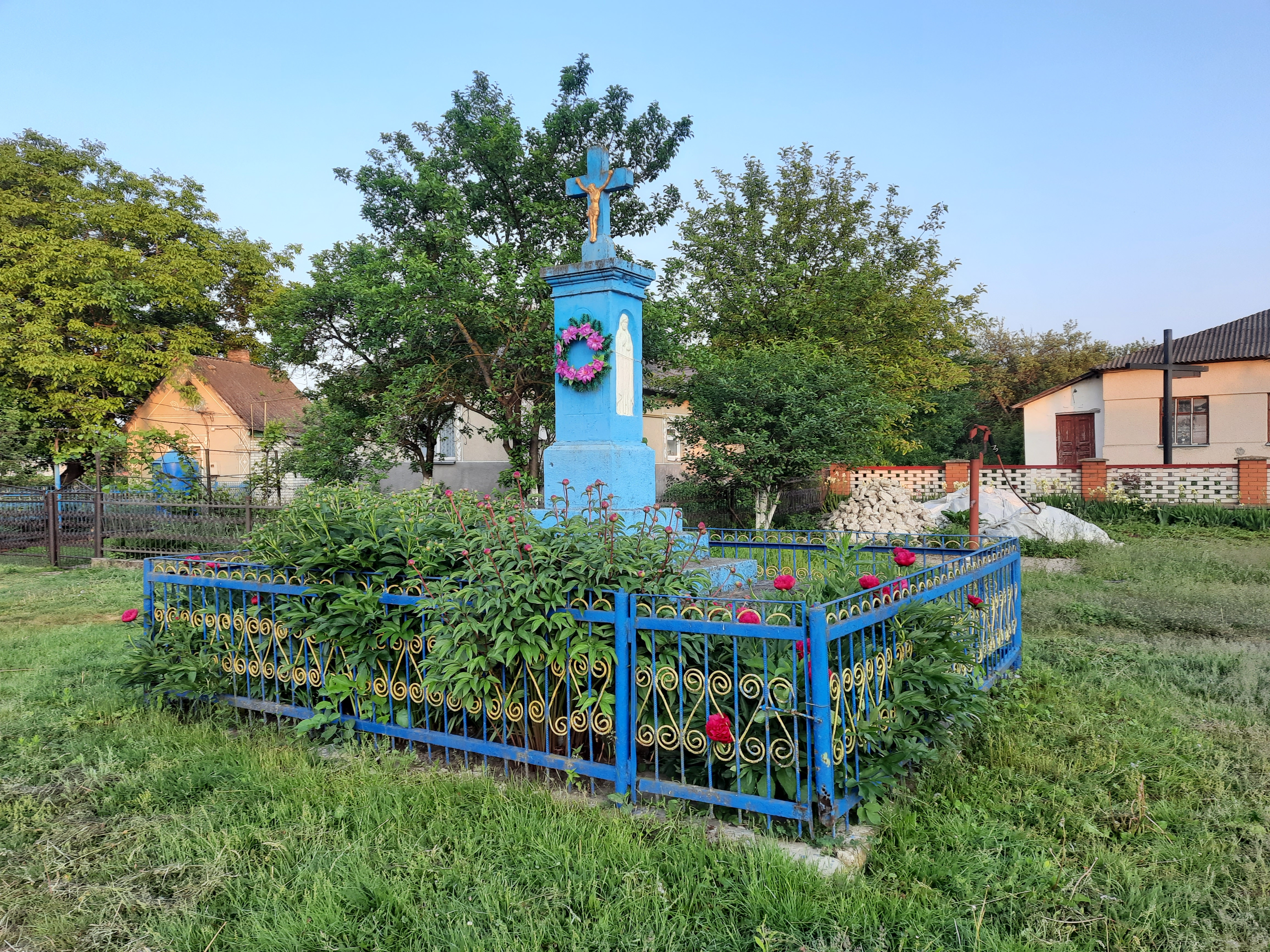
Пам'ятний хрест в центрі села
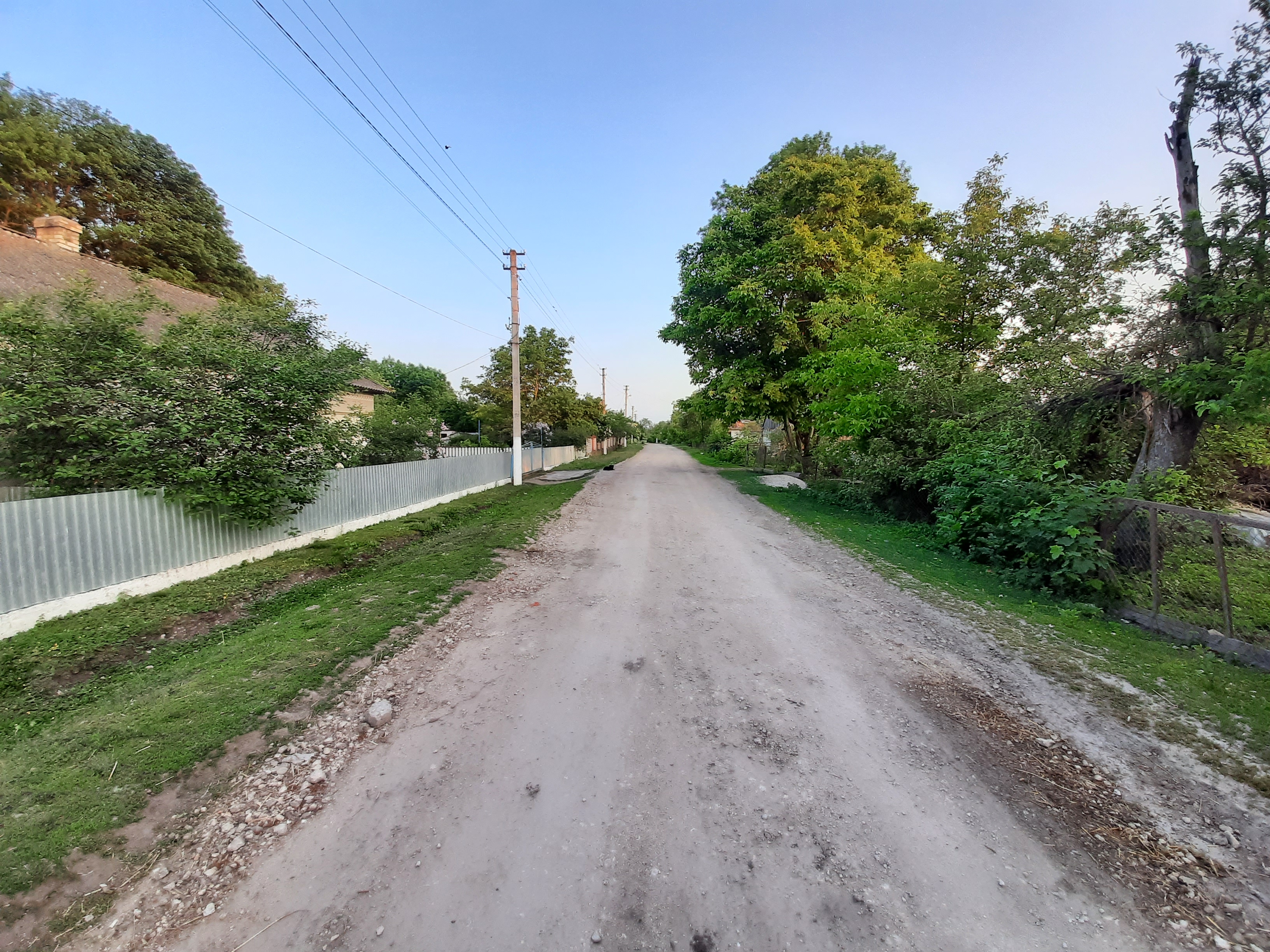
Сільська вулиця